# Ernest Deligny (espérantiste)
Pour les articles homonymes, voir Ernest Deligny.
Ernest Antonin Roger Deligny (9 décembre 1864 - 24 février 1950) est un enseignant de lycée et espérantiste français.

## Biographie
Ernest Deligny naît le 9 décembre 1864 à Fauquembergues, d’André Deligny, huissier.

## Œuvres
- Ernest Deligny, Cours élémentaire d’Espéranto, 1905
- Ernest Deligny, Histoire de la Fédération Espérantiste de Nord de la France (lire en ligne)
- (eo) Ernest Deligny, Historio de la Nordfrancia Esperanto-Federacio (lire en ligne)
- (eo) Ernest Deligny, Mia Esperantista Vivo (lire en ligne)